# Чаща (Вологодская область)
Чаща — деревня в Кирилловском районе Вологодской области.
Входит в состав Талицкого сельского поселения, с точки зрения административно-территориального деления — в Талицкий сельсовет.
Расстояние по автодороге до районного центра Кириллова — 61 км, до центра муниципального образования Талиц — 4 км. Ближайшие населённые пункты — Дор, Лопошилово, Сидоровское.
По переписи 2002 года население — 6 человек.